# Enrique López Zarza
Enrique López Zarza (ur. 25 października 1957 w mieście Meksyk) – meksykański piłkarz występujący na pozycji pomocnika, trener piłkarski.

## Kariera klubowa
López Zarza pochodzi ze stołecznego miasta Meksyk i jest wychowankiem tamtejszego klubu Pumas UNAM. Do treningów seniorskiej drużyny został włączony jako osiemnastolatek przez węgierskiego szkoleniowca Árpáda Fekete i w meksykańskiej Primera División zadebiutował 15 lutego 1976 w zremisowanym 2:2 spotkaniu z Atlante. W sezonie 1976/1977 wywalczył ze swoją ekipą tytuł mistrza Meksyku, jednak nie rozegrał wówczas ani jednego ligowego meczu. Podstawowym zawodnikiem został dopiero w kolejnych rozgrywkach, po przyjściu do zespołu serbskiego trenera Bory Milutinovicia. Premierowego gola w najwyższej klasie rozgrywkowej strzelił 25 sierpnia 1977 w wygranej 6:1 konfrontacji z Jalisco. W tym samym sezonie, 1977/1978, zdobył z Pumas wicemistrzostwo kraju i sukces ten powtórzył również w kolejnych rozgrywkach, 1978/1979. W 1980 roku triumfował w najbardziej prestiżowych rozgrywkach kontynentu, Pucharze Mistrzów CONCACAF, a także w turnieju Copa Interamericana. W sezoie 1980/1981 zdobył drugie mistrzostwo Meksyku, za to w 1982 po raz kolejny wywalczył ze swoim zespołem Puchar Mistrzów. Ogółem barwy Pumas reprezentował przez osiem lat.
Latem 1983 López Zarza został zawodnikiem zespołu Puebla FC. Występował tam przez następne cztery lata, jednak mimo pewnej pozycji w wyjściowej jedenastce nie potrafił nawiązać do sukcesów odnoczonych z Pumas i nie zdobył z Pueblą żadnego trofeum. W połowie 1987 roku powrócił do stolicy, podpisując umowę z tamtejszą ekipą Atlante FC, w której występował przez kolejny rok, po czym przeszedł do Cobras de Ciudad Juárez. W tej drużynie grał z kolei przez trzy sezony, również bez żadnych osiągnięć. W 1992 roku, po dwunastu miesiącach bezrobocia, zasilił Club León, gdzie w wieku 36 lat zakończył profesjonalną karierę piłkarską.

## Kariera reprezentacyjna
W 1977 roku López Zarza został powołany przez szkoleniowca Horacio Casarína do reprezentacji Meksyku U-20 na Młodzieżowe Mistrzostwa Świata w Tunezji. Tam był kluczowym zawodnikiem swojej drużyny i wystąpił we wszystkich pięciu spotkaniach od pierwszej minuty, ani razu nie wpisując się na listę strzelców. Meksykanie zanotowali natomiast udany występ, docierając aż do finału, w którym ulegli ostatecznie po serii rzutów karnych ZSRR.
W seniorskiej reprezentacji Meksyku López Zarza zadebiutował za kadencji selekcjonera José Antonio Roki, 15 lutego 1978 w wygranym 5:1 meczu towarzyskim z Salwadorem. W tym samym roku został powołany na Mistrzostwa Świata w Argentynie, gdzie jednak pozostawał rezerwowym swojego zespołu i wystąpił tylko w meczu z RFN (0:6). Jego kadra narodowa po komplecie trzech porażek zakończyła udział na mundialu już w fazie grupowej. Później występował jeszcze w kwalifikacjach do Mistrzostw Świata 1982, na które Meksykanie nie zdołali jednak awansować. Ogółem swój bilans reprezentacyjny zamknął na 23 rozegranych spotkaniach, w których nie zdobył żadnego gola.

## Kariera trenerska
Po zakończeniu kariery piłkarskiej López Zarza został trenerem, początkowo podejmując pracę z grupami młodzieżowymi swojego macierzystego Pumas UNAM. W październiku 1997 zastąpił Luisa Floresa, którego był dotychczasowym asystentem, na stanowisku szkoleniowca pierwszej drużyny i prowadził ją bez większych sukcesów przez kilka kolejnych miesięcy, notując bilans siedmiu zwycięstw, trzech remisów i jedenastu porażek w 21 meczach. Został zwolniony wraz z końcem sezonu Verano 1998 po pięciu porażkach z rzędu. Zaraz potem podpisał umowę z drugoligowym Atlético Yucatán, z którym podczas jesiennej fazy Invierno 1998 zwyciężył w rozgrywkach Primera División A, co jednak nie zaowocowało awansem do najwyższej klasy rozgrywkowej z powodu porażki w decydującym dwumeczu z Unión de Curtidores pół roku później. W późniejszym czasie pełnił rolę asystenta szkoleniowców Carlosa Bracamontesa i Luisa Floresa odpowiednio w Club León i Club Celaya. Na przełomie kwietnia i maja 2001 poprowadził również León w czterech spotkaniach jako pierwszy trener, odnosząc dwa zwycięstwa i dwie porażki.
W 2001 roku López Zarza został członkiem sztabu szkoleniowego trenera Raúla Ariasa w zespole Club Necaxa z siedzibą w mieście Meksyk, który jednak już po roku przeniósł się do Aguascalientes. Po czterech latach, kiedy to Arias odszedł z drużyny, rozpoczął pracę w roli pierwszego trenera klubu i funkcję tę pełnił do września 2006, nie odnosząc żadnych osiągnięć. Wiosną 2007 współpracował z urugwajskim szkoleniowcem Aníbalem Ruizem w Tiburones Rojos de Veracruz, natomiast w styczniu 2010 został zatrudniony w swoim macierzystym zespole Pumas UNAM jako opiekun drugoligowej drużyny rezerw – Pumas Morelos. Prowadził ją przez następne dwa i pół roku, nie notując większych sukcesów na zapleczu najwyższej klasy rozgrywkowej, lecz wielu jego ówczesnych podopiecznych zdołało później regularnie występować w pierwszej lidze, jak na przykład Javier Cortés, David Cabrera, Carlos Orrantía czy Alfonso Luna. Na początku 2013 roku został szkoleniowcem trzecioligowego klubu Ballenas Galeana z siedzibą w Cuernavacy, z którym już w pierwszym sezonie, Clausura 2013, triumfował w rozgrywkach Segunda División, dzięki czemu awansował z nim na drugi szczebel rozgrywek.